# Rolf Kaulfersch
Rolf Kaulfersch (* 7. August 1919 in Dönis, Tschechoslowakei; † 20. Juli 1987) war ein deutscher Parteifunktionär der DDR-Blockpartei NDPD. Er war stellvertretender Justizminister der DDR sowie Abgeordneter der Volkskammer.

## Leben
Kaulfersch, Sohn eines Arbeiters, besuchte die Volks- und Bürgerschule in Grottau und anschließend von 1933 bis 1937 die Handelsakademie. Es folgten Kriegsdienst als Obergefreiter im Artillerieregiment 152 und von 1940 bis 1943 eine Tätigkeit in der Postverwaltung. 
1945 wurde er aus der Tschechoslowakei ausgesiedelt und kam in die SBZ. 1946 trat er der SED und dem FDGB bei. Kaulfersch besuchte 1947/48 die Volksrichterschule in Halle (Saale). 1948 wurde er Mitglied der National-Demokratischen Partei Deutschlands (NDPD). 1948/49 war er Amtsrichter in Halberstadt sowie stellvertretender Landesvorsitzender der NDPD Sachsen-Anhalt. Von 1949 bis 1954 war er Mitglied des Landesvorstandes Sachsen-Anhalt bzw. des Bezirksvorstandes Halle der Vereinigung Demokratischer Juristen. Von 1950 bis 1952 fungierte Kaulfersch als Landgerichtspräsident in Torgau und Dessau. Von 1951 bis 1954 absolvierte er ein Fernstudium an der Deutschen Akademie für Staats- und Rechtswissenschaft in Potsdam-Babelsberg, das er mit dem juristischen Staatsexamen abschloss. Von 1952 bis 1960 fungierte er als Oberrichter und stellvertretender Direktor des Bezirksgerichts Halle. Seit 1957 war er Mitglied des Vorstandes der Vereinigung Demokratischer Juristen Deutschlands. Von 1960 bis 1970 amtierte er als stellvertretender Justizminister. 1970/71 war er als stellvertretender Bezirksgerichtsdirektor in Potsdam tätig.
Von 1948 bis 1955 war Kaulfersch NDPD-Kreisvorsitzender in verschiedenen Kreisen Sachsen-Anhalts bzw. des Bezirkes Halle. Neben seiner Mitgliedschaft im Kreis- und Bezirksausschuss der NDPD Halle (ab 1952) war Kaulfersch von 1949 bis 1972 Mitglied des Hauptausschusses der NDPD und von 1963 bis 1972 Mitglied der Zentralen Parteikontrollkommission der NDPD. 
Auch wenn er bei der Landtagswahl in der Provinz Sachsen 1946 nicht kandidiert hatte, wurde er am 28. Oktober 1949 Abgeordneter im Landtag Sachsen-Anhalt. Bei der Landtagswahl 1950 wurde er erneut in den Landtag von Sachsen-Anhalt gewählt. Ihm gehörte er bis zur Auflösung der Länder in der DDR 1952 als Abgeordneter an und war Mitglied des Petitionsausschusses. Von 1952 bis 1954 war Kaulfersch Abgeordneter des Bezirkstages Halle und Mitglied der Ständigen Kommission für Gesundheitswesen und Sozialfürsorge. Von 1954 bis 1963 war er schließlich Abgeordneter der Volkskammer und Mitglied des Rechtsausschusses.

## Auszeichnungen
- Ehrenzeichen der NDPD (1957)
- Ehrennadel der Nationalen Front des demokratischen Deutschland (1957)
- Medaille „Für ausgezeichnete Leistungen“ (1958)
- Verdienstmedaille der DDR (1959)
- Vaterländischer Verdienstorden in Bronze (1964) und in Silber (1979)